# نوریو تاکاهاشی
نوریو تاکاهاشی (ژاپنی: 高橋 範夫؛ زادهٔ ۱۵ مارس ۱۹۷۱) یک بازیکن فوتبال اهل ژاپن است.
از باشگاه‌هایی که در آن بازی کرده‌است می‌توان به باشگاه فوتبال اوراوا رد دیاموندز، باشگاه فوتبال وگالتا سندای، باشگاه فوتبال ساگان توسو و باشگاه فوتبال توکوشیما ورتیس اشاره کرد.